# Adolfo Calisto
Adolfo António da Luz Calisto (Barreiro, 1944. január 1. – 2024. augusztus 29.) válogatott portugál labdarúgó, hátvéd, edző.

## Pályafutása

### Klubcsapatban
1960 és 1962 között a Barreirense, 1962–63-ban a Seixal, 1963 és 1966 között ismét a Barreirense, 1966 és 1975 között a Benfica, 1975–76-ban az União Montemor, 1976–77-ben a Portimonense labdarúgója volt. A Benficával hat portugál bajnoki címet és három kupagyőzelmet ért el. Tagja volt az 1967–68-as idényben a BEK-döntős együttesnek.

### A válogatottban
1971 és 1973 között 15 alkalommal szerepelt a portugál válogatottban és egy gólt szerzett.

### Edzőként
1982 és 1993 között az Alcains, majd a Benfica Castelo Branco szakmai munkáját irányította.

## Sikerei, díjai
Benfica
- Portugál bajnokság (Primeira Liga)
  - bajnok (6): 1967–68, 1968–69, 1970–71, 1971–72, 1972–73, 1974–75
- Portugál kupa (Taça de Portugal)
  - győztes (3): 1969, 1970, 1972
- Bajnokcsapatok Európa-kupája (BEK)
  - döntős: 1967–68